# Дружный (Тверская область)
Дружный — поселок в Бежецком районе Тверской области. Входит в состав Филиппковского сельского поселения.

## География
Находится в восточной части Тверской области на расстоянии приблизительно 13 км по прямой на запад от районного центра города Бежецк.

## История
На карте 1978 года был обозначен как льнозавод Шишково-Дуброво.

## Население
Численность населения: 19 человек (русские 100 %) в 2002 году, 1 в 2010.